# Torneo di Tolone 2014
Il Torneo di Tolone del 2014 è la 42ª edizione di questo torneo calcistico, ed è stato disputato dal 21 maggio al 1º giugno 2014.

## Nazionali partecipanti
- Francia (paese ospitante)
- Inghilterra
- Italia
- Colombia
- Cile
- Cina
- Messico
- Portogallo
- Corea del Sud
- Qatar